# UFC Fight Night: Santos vs. Ankalaev
 UFC Fight Night: Santos vs. Ankalaev (conosciuto anche come UFC Fight Night 203, oppure UFC on ESPN+ 61, o anche UFC Vegas 50)  è stato un evento di arti marziali miste tenuto dalla Ultimate Fighting Championship il 12 marzo 2022 all’UFC APEX di Las Vegas, negli Stati Uniti.

## Risultati
|                  | Divisione            |                      |                 |                    | Metodo                                  | Round           | Tempo           | Premio          |
| Card Principale  | Card Principale      | Card Principale      | Card Principale | Card Principale    | Card Principale                         | Card Principale | Card Principale | Card Principale |
| ---------------- | -------------------- | -------------------- | --------------- | ------------------ | --------------------------------------- | --------------- | --------------- | --------------- |
|                  | Pesi mediomassimi    | Magomed Ankalaev     | batte           | Thiago Santos      | Decisione unanime (49–46, 49–46, 48–47) | 5               | 5:00            |                 |
|                  | Pesi gallo           | Song Yadong          | batte           | Marlon Moraes      | KO (pugni)                              | 1               | 2:06            | POTN            |
|                  | Pesi gallo           | Sodiq Yusuff         | batte           | Alex Caceres       | Decisione unanime (30–27, 30–27, 29–28) | 3               | 5:00            |                 |
|                  | Pesi mediomassimi    | Khalil Rountree Jr.  | batte           | Karl Roberson      | KO tecnico (calcio al corpo e pugni)    | 2               | 0:25            | POTN            |
|                  | Pesi leggeri         | Drew Dober           | batte           | Terrance McKinney  | KO tecnico (ginocchiata e pugni)        | 1               | 3:17            |                 |
|                  | Pesi medi            | Alex Pereira         | batte           | Bruno Silva        | Decisione unanime (30–27, 30–27, 30–27) | 3               | 5:00            |                 |
| Card Preliminare |                      |                      |                 |                    |                                         |                 |                 |                 |
|                  | Pesi welter          | Matthew Semelsberger | batte           | A.J. Fletcher      | Decisione unanime (29–28, 29–28, 29–28) | 3               | 5:00            |                 |
|                  | Pesi mosca femminili | JJ Aldrich           | batte           | Gillian Robertson  | Decisione unanime (30–27, 30–27, 30–27) | 3               | 5:00            |                 |
|                  | Pesi gallo           | Javid Basharat       | batte           | Trevin Jones       | Decisione unanime (30–27, 30–27, 30–27) | 3               | 5:00            |                 |
|                  | Pesi piuma           | Damon Jackson        | batte           | Kamuela Kirk       | Sottomissione (arm-triangle choke)      | 2               | 4:42            |                 |
|                  | Pesi mosca femminili | Miranda Maverick     | batte           | Sabina Mazo        | Sottomissione (rear-naked choke)        | 2               | 2:15            |                 |
|                  | Pesi medi            | Cody Brundage        | batte           | Dalcha Lungiambula | Sottomissione (guillotine choke)        | 1               | 3:41            | POTN            |
|                  | Pesi gallo           | Guido Cannetti       | batte           | Kris Moutinho      | KO tecnico (pugni)                      | 1               | 2:07            |                 |
|                  | Pesi mediomassimi    | Azamat Murzakanov    | batte           | Tafon Nchukwi      | KO tecnico (ginocchiata saltata)        | 3               | 0:44            | POTN            |

## Premi
I lottatori premiati ricevettero un bonus di 50.000 dollari.
Legenda:
- FOTN: Fight of the Night (vengono premiati entrambi gli atleti per il miglior incontro dell'evento)
- POTN: Performance of the Night (viene premiato il vincitore per la migliore performance dell'evento)